# Hendrik Gaobaeb
Hendrik Gaobaeb (* 24. April 1964 in Sesfontein, Südwestafrika) ist ein namibischer Politiker. Er ist seit 1980 Mitglied der United Democratic Front of Namibia (UDF). Seit Januar 2024 ist er Vorsitzender der Partei und war Kandidat der UDF bei der Präsidentschaftswahl in Namibia 2024. Bei dieser kam er auf 1,13 Prozent der Stimmen.
Zwischen 1997 und 2000 studierte Gaobaeb öffentliche Verwaltung an der Polytechnic of Namibia. 
Gaobaeb ist seit 2004 Wahlkreisabgeordneter des Wahlkreises Sesfontein und seit 2020 Ratsvorsitzender des Regionalrates von Kunene. Von 2010 bis 2015 war er Mitglied des Nationalrats.